# Taylor Sander
Taylor Lee Sander (* 17. März 1992 in Fountain Valley, Kalifornien) ist ein US-amerikanischer Volleyball- und Beachvolleyballspieler. Er spielt auf der Position Außenangriff/Annahme.
Sein jüngerer Bruder Brenden Sander ist ebenfalls Volleyballspieler.
Seit Oktober 2021 spielt er Beachvolleyball. Sein Partner ist der Abwehrspieler Taylor Crabb.

## Erfolge Verein
Challenge Cup:
- 2016

China Meisterschaft:
- 2017

Katar-Pokal:
- 2017

Klub-Weltmeisterschaft:
- 2017

Italien Meisterschaft:
- 2018

Champions League:
- 2018

Brasilien-Pokal:
- 2019

Südamerikanische Klubmeisterschaft:
- 2019

Brasilien-Meisterschaft:
- 2019

## Erfolge Nationalmannschaft
NORCECA-Meisterschaft U19:
- 2008

NORCECA-Meisterschaft U21:
- 2010

Panamerikanischer Pokal:
- 2012

Weltliga:
- 2014
- 2015

World Cup:
- 2015

Olympische Spiele:
- 2016

NORCECA-Meisterschaft:
- 2017

Nations League:
- 2019
- 2018

Weltmeisterschaft:
- 2018

## Einzelauszeichnungen
- 2012: MVP Panamerikanischer Pokal
- 2013: Bester Außenangreifer und Aufschläger Panamerikanischer Pokal
- 2014: MVP und bester Außenangreifer Weltliga
- 2016: MVP im Finale Challenge Cup
- 2018: Bester Außenangreifer Nations League
- 2019: MVP Südamerikanische Klubmeisterschaft